# Kolatch
Ne doit pas être confondu avec Kalach (aliment).
Un kolatch (du tchèque et slovaque koláč (prononcé /k.ə.ˈ.l.ɑː.tʃ/) signifiant « gâteau », « tarte », parfois orthographié kolache par emprunt de la langue anglaise) est un type de pâtisserie sucrée d'origine tchèque et slovaque. Il est fabriqué à partir d'une pâte à levure et les parfums courants comprennent la pâte à tartiner au fromage blanc (tvaroh), la confiture de fruits ou les graines de pavot mélangées à du powidl (povidla). Le nom provient du Vieux-slave kolo qui signifie « cercle », « roue ».
Dans certaines régions des États-Unis, le klobásník, qui contient des saucisses ou d'autres viandes, est également appelé kolatch car la même pâte est utilisée. Contrairement au kolatch, qui est arrivée aux États-Unis avec les immigrants tchèques, les klobásníky ont d'abord été fabriqués par les Tchèques qui se sont installés au Texas. En revanche, la koláč tchèque est toujours sucrée. Ce dessert semi-sucré est populaire dans certaines parties des États-Unis, en particulier dans l'État du Texas. 
Les kolatchs sont souvent associés à Cedar Rapids et Pocahontas dans l'Iowa où elles ont été introduites par des immigrants tchèques dans les années 1870. Elles sont servies lors des repas d'église et des fêtes, mais aussi comme aliment réconfortant de tous les jours. Les recettes sont généralement transmises de génération en génération, certaines incluant des épices comme le macis ou la noix de muscade. Ils peuvent être fourrés d'une combinaison de pruneaux, d'abricots, de fromage frais, de graines de pavot ou d'autres garnitures assorties.

## Célébrations deskolatch
Bujanov organise chaque année des fêtes du kolatch (koláčové slavnosti) et un marathon du kolatch (koláčové běhy).
Plusieurs villes américaines, dont New Prague (Minnesota) ou Prague (Oklahoma) organisent des célébrations annuelles du festival du kolatch.
Les villes de Verdigre (Nebraska) et Montgomery (Minnesota) revendiquent toutes deux le titre de « capitale mondiale du kolatch, ». Prague (Nebraska) prétend être connue comme le foyer du plus grand kolatch du monde. Caldwell et West, revendiquent le titre de « capitale du kolatch » du Texas et les kolatch sont extrêmement populaires dans le centre et l'est de l'État,. Il existe même une « ceinture tchèque » du Texas qui s'est développée dans les années 1880 et qui regorge de boulangeries à kolatch.

## Plats apparentés
Un plat apparenté est le klobasnek, qui est populaire dans le centre et le sud-est du Texas, plus précisément à Houston. Il utilise souvent un pain similaire mais est rempli d'un maillon de saucisse ou de saucisse hachée. Certaines personnes les appellent également kolatch, mais elles sont plus proches d'un porc in a blanket. Elles peuvent également contenir du jambon, du fromage, du jalapeño, des œufs et du bacon/saucisse, des pommes de terre, etc. et ressembler à un « cochon dans une couverture ». Les colons tchèques ont inventé les klobasniky après avoir immigré au Texas.